# Microcharis wajirensis
Microcharis wajirensis är en ärtväxtart som först beskrevs av Jan Bevington Gillett, och fick sitt nu gällande namn av Brian David Schrire. Microcharis wajirensis ingår i släktet Microcharis och familjen ärtväxter. Inga underarter finns listade i Catalogue of Life.